# سباستین گودفروید
سباستین گودفروید (انگلیسی: Sébastien Godefroid؛ زادهٔ ۱۹ مارس ۱۹۷۱) قایقران قایق بادبانی اهل بلژیک است.